# Правописание «Русалки Днестровой»
Правописа́ние «Руса́лки Днестрово́й» — первая фонетическая система правописания для украинского языка на основе адаптированной кириллицы. Альманах «Русалка Днѣстровая» был издан в 1837 году в городе Пешт Маркианом Шашкевичем, Иваном Вагилевичем и Яковом Головацким («Русская троица»). Использование фонетического принципа орфографии мотивировалось в предисловии М.Шашкевича желанием придать «теперѣшному язикови истинноє лице; за-для-того держалисмо-ся правила: „пиши як чуєшь, а читай як видишь“».

## Орфографические особенности
- Не употребляется ъ в конце слова и как разделительный знак (при необходимости заменяется апострофом);
- звук [ɪ] (из этимологических и, ы) передаётся буквой и;
- [о] после мягких согласных передаётся как ьо, [jо] — как йо;
- сохранено этимологическое употребление буквы ѣ, читаемой, в соответствии с галицкой церковнославянской традицией, как [і] (после гласных — [jі]);
- звук [і] из этимологических о и е передаётся буквой і;
- введена буква є (церковнославянское якорное е) для йотированного е;
- введены буквы ў для фонемы в в слабой позиции, џ для звука [ʤ].

Правописание «Русалки Днестровой» не привилось в Галиции, но послужило основой для поздних систем украинского фонетического письма и, в конечном счёте, современной украинской орфографии.

## Пример текста
Нарід Руский оден з головних поколѣнь Славяньских, в серединѣ меж ними, роскладаєся по хлѣбородних окресностьох з поза гір Бескидских за Дон. Він най ширше задержєў у своѣх поведѣнках, пѣсньох, обрядах, казках, прислівйох все, що єму передвѣцькі дѣди спадком лишили; а коли другіѣ племена Славлян тяглими загонами лютих чужоплеменників печалені бували, и чясто питомна власть рѣками крови теряних чяд пересякала, коли на послѣдок схилили вязи під окови залѣзні і лишилися самостоянства, Русь заступлена була Бескидами, що ся на низу ланцями повязали, и огорнена густими і великими рѣками, що як сестрицѣ почѣпляли-ся за руки…